# 2007-es európai parlamenti választás Bulgáriában
Az európai parlamenti választásokra azért kerül sor, mert Bulgária 2007. január 1-jei Európai Uniós csatlakozása után képviselőket küldhet az Európai Parlamentbe. Mivel a legközelebbi általános EP-választás csak 2009 májusában volt esedékes, így Bulgáriában 2007. május 20-án önálló EP-választásra került sor, a megválasztott képviselők mandátuma rövidített, nem öt évre, hanem csak 2009-ig, a következő általános EP-választás időpontjáig szólt, amikor is Bulgáriában ismét EP-választások voltak, immár rendes, 5 évi mandátummal.

## A választás eredménye
A választáson 14 párt és 2 független jelölt indult. A természetes bekerülési küszöböt 5 párt lépte át sikeresen.
Bulgária 18 képviselőt választ az Európai Parlamentbe.
A részvételi arány 28,60% volt.
| Party                                 | Szavazati arány | Mandátumok száma |
| ------------------------------------- | --------------- | ---------------- |
| GERB                                  | 21,69%          | 5                |
| Bolgár Szocialista Párt               | 21,41%          | 5                |
| Mozgalom a Jogokért és Szabadságokért | 20,26%          | 4                |
| Támadás Párt                          | 14,22%          | 3                |
| Második Szimeon Nemzeti Mozgalom      | 6,26%           | 1                |
| egyéb                                 | 16,16%          | 0                |

Megválasztott EP-képviselők:
- Európai Néppárt
  - GERB
    - Dusana Zdravkova
    - Nikolaj Mladenov
    - Petja Sztavreva
    - Rumjana Zseleva
    - Vladimir Urucsev
- Európai Szocialisták Pártja
  - Bolgár Szocialista Párt
    - Atanasz Paparizov
    - Evgeni Kirilov
    - Ilijana Jotova
    - Krisztian Vigenin
    - Maruszja Ljubsceva
- Európai Liberáldemokrata és Reform Párt
  - Második Szimeon Nemzeti Mozgalom
    - Biljana Raeva

  - Mozgalom a Jogokért és Szabadságokért
    - Filiz Hjuszmenova (Filiz Hüsmenova)
    - Marielka Baeva
    - Metin Kazak
    - Vladko Panajotov
- Identitás, Hagyomány, Szuverenitás
  - Támadás Párt
    - Desziszlav Csukolov
    - Dimitar Sztojanov
    - Szlavcso Binev